# Cúp VTV9 – Bình Điền 2019
Giải bóng chuyền nữ quốc tế cúp VTV9 – Bình Điền 2019 là giải đấu lần thứ 13 với sự phối hợp tổ chức của Liên đoàn bóng chuyền Việt Nam, Đài truyền hình Việt Nam và Công ty cổ phần Phân bón Bình Điền. Giải đấu được tổ chức ở Kiên Giang, Việt Nam.

## Các đội tham dự
8 đội tham dự giải đấu bao gồm:
- VTV Bình Điền Long An (chủ giải)
- Thông tin LVPB
- Ngân hàng Công Thương
- HCĐG Hà Nội
- Đại học Nam Kinh
- Tứ Xuyên
- U23 Thái Lan
- Bring It Promotions

## Vòng bảng
- Tất cả các trận đấu diễn ra theo Giờ ở Việt Nam (UTC+07:00).

|  | Đội thi đấu bán kết            |
|  | Đội thi đấu vòng phân hạng 5-8 |

### Bảng A
|      |                       | Trận đấu | Trận đấu | Điểm | Set | Set | Set   | Điểm | Điểm | Điểm  |
| Hạng | Đội                   | T        | B        | Điểm | T   | B   | Tỉ lệ | T    | B    | Tỉ lệ |
| ---- | --------------------- | -------- | -------- | ---- | --- | --- | ----- | ---- | ---- | ----- |
| 1    | VTV Bình Điền Long An | 3        | 0        | 8    | 9   | 3   | 3.000 | 285  | 233  | 1.223 |
| 2    | U23 Thái Lan          | 2        | 1        | 6    | 8   | 5   | 1.600 | 283  | 263  | 1.076 |
| 3    | Ngân hàng Công Thương | 1        | 2        | 4    | 6   | 6   | 1.000 | 271  | 268  | 1.011 |
| 4    | Đại học Nam Kinh      | 0        | 3        | 0    | 0   | 9   | 0.000 | 150  | 225  | 0.667 |

| Ngày       | Thời gian |                       | Điểm |                       | Set 1 | Set 2 | Set 3 | Set 4 | Set 5 | Tổng    | Nguồn |
| ---------- | --------- | --------------------- | ---- | --------------------- | ----- | ----- | ----- | ----- | ----- | ------- | ----- |
| 11 tháng 5 | 16:00     | U23 Thái Lan          | 3–2  | Ngân hàng Công Thương | 25–22 | 23–25 | 22–25 | 25–22 | 15–9  | 110–103 |       |
| 11 tháng 5 | 19:30     | VTV Bình Điền Long An | 3–0  | Đại học Nam Kinh      | 25–17 | 25–18 | 25–7  |       |       | 75–42   |       |
| 13 tháng 5 | 16:00     | Đại học Nam Kinh      | 0–3  | Ngân hàng Công Thương | 22–25 | 18–25 | 17–25 |       |       | 57–75   |       |
| 13 tháng 5 | 19:00     | VTV Bình Điền Long An | 3–2  | U23 Thái Lan          | 25–15 | 23–25 | 20–25 | 25–19 | 16–14 | 109–98  |       |
| 15 tháng 5 | 16:00     | Đại học Nam Kinh      | 0–3  | U23 Thái Lan          | 10–25 | 18–25 | 23–25 |       |       | 51–75   |       |
| 15 tháng 5 | 19:00     | VTV Bình Điền Long An | 3–1  | Ngân hàng Công Thương | 21–25 | 27–25 | 28–26 | 25–17 |       | 101–93  |       |

### Bảng B
|      |                     | Trận đấu | Trận đấu | Điểm | Set | Set | Set   | Điểm | Điểm | Điểm  |
| Hạng | Đội                 | T        | B        | Điểm | T   | B   | Tỉ lệ | T    | B    | Tỉ lệ |
| ---- | ------------------- | -------- | -------- | ---- | --- | --- | ----- | ---- | ---- | ----- |
| 1    | Tứ Xuyên            | 3        | 0        | 9    | 9   | 0   | MAX   | 225  | 166  | 1.355 |
| 2    | Bring It Promotions | 2        | 1        | 6    | 6   | 4   | 1.500 | 226  | 205  | 1.102 |
| 3    | Thông tin LVPB      | 1        | 2        | 3    | 4   | 7   | 0.571 | 217  | 242  | 0.897 |
| 4    | HCĐG Hà Nội         | 0        | 3        | 0    | 1   | 9   | 0.111 | 189  | 244  | 0.775 |

| Ngày       | Thời gian |                     | Điểm |                | Set 1 | Set 2 | Set 3 | Set 4 | Set 5 | Tổng  | Nguồn |
| ---------- | --------- | ------------------- | ---- | -------------- | ----- | ----- | ----- | ----- | ----- | ----- | ----- |
| 12 tháng 5 | 16:00     | Tứ Xuyên            | 3–0  | Thông tin LVPB | 25–12 | 25–19 | 25–19 |       |       | 75–50 |       |
| 12 tháng 5 | 19:00     | Bring It Promotions | 3–0  | HCĐG Hà Nội    | 25–20 | 25–19 | 25–18 |       |       | 75–57 |       |
| 14 tháng 5 | 16:00     | Thông tin LVPB      | 3–1  | HCĐG Hà Nội    | 26–24 | 18–25 | 25–13 | 25–21 |       | 94–83 |       |
| 14 tháng 5 | 19:00     | Bring It Promotions | 0–3  | Tứ Xuyên       | 22–25 | 22–25 | 23–25 |       |       | 67–75 |       |
| 16 tháng 5 | 16:00     | Tứ Xuyên            | 3–0  | HCĐG Hà Nội    | 25–16 | 25–20 | 25–13 |       |       | 75–49 |       |
| 16 tháng 5 | 19:00     | Bring It Promotions | 3–1  | Thông tin LVPB | 9–25  | 25–17 | 25–18 | 25–13 |       | 84–73 |       |

## Vòng đấu loại trực tiếp

### Vòng phân hạng 5-8
|  | Phân hạng 5-8         | Phân hạng 5-8  |                   |   | Trận tranh hạng 5 | Trận tranh hạng 5 |
|  |                       |                |                   |   |                   |                   |
|  | 18 tháng 5            |                |                   |   |                   |                   |
|  |                       |                |                   |   |                   |                   |
|  | Ngân hàng Công Thương | 0              |                   |   |                   |                   |
|  | Ngân hàng Công Thương | 0              | 19 tháng 5        |   |                   |                   |
|  | HCĐG Hà Nội           | 3              |                   |   |                   |                   |
|  | HCĐG Hà Nội           | 3              | HCĐG Hà Nội       | 1 |                   |                   |
|  | 18 tháng 5            |                | HCĐG Hà Nội       | 1 |                   |                   |
|  |                       | Thông tin LVPB | 3                 |   |                   |                   |
|  | Thông tin LVPB        | Thông tin LVPB | 3                 | 3 |                   |                   |
|  | Thông tin LVPB        |                |                   | 3 |                   |                   |
|  | Đại học Nam Kinh      | 0              |                   |   |                   |                   |
|  | Đại học Nam Kinh      | 0              | Trận tranh hạng 7 |   |                   |                   |
|  |                       |                |                   |   |                   |                   |
|  | 19 tháng 5            |                |                   |   |                   |                   |
|  |                       |                |                   |   |                   |                   |
|  | Ngân hàng Công Thương | 3              |                   |   |                   |                   |
|  | Ngân hàng Công Thương | 3              |                   |   |                   |                   |
|  | Đại học Nam Kinh      | 0              |                   |   |                   |                   |

#### Phân hạng 5–8
| Ngày       | Thời gian |                       | Điểm |                  | Set 1 | Set 2 | Set 3 | Set 4 | Set 5 | Tổng  | Nguồn |
| ---------- | --------- | --------------------- | ---- | ---------------- | ----- | ----- | ----- | ----- | ----- | ----- | ----- |
| 18 tháng 5 | 12:10     | Ngân hàng Công Thương | 0–3  | HCĐG Hà Nội      | 18–25 | 16–25 | 17–25 |       |       | 51–75 |       |
| 18 tháng 5 | 14:00     | Thông tin LVPB        | 3–0  | Đại học Nam Kinh | 25–20 | 25–20 | 25–15 |       |       | 75–55 |       |

#### Trận tranh hạng 7
| Ngày       | Thời gian |                       | Điểm |                  | Set 1 | Set 2 | Set 3 | Set 4 | Set 5 | Tổng  | Nguồn |
| ---------- | --------- | --------------------- | ---- | ---------------- | ----- | ----- | ----- | ----- | ----- | ----- | ----- |
| 19 tháng 5 | 12:10     | Ngân hàng Công Thương | 3–0  | Đại học Nam Kinh | 25–7  | 25–18 | 25–20 |       |       | 75–45 |       |

#### Trận tranh hạng 5
| Ngày       | Thời gian |             | Điểm |                | Set 1 | Set 2 | Set 3 | Set 4 | Set 5 | Tổng  | Nguồn |
| ---------- | --------- | ----------- | ---- | -------------- | ----- | ----- | ----- | ----- | ----- | ----- | ----- |
| 19 tháng 5 | 14:00     | HCĐG Hà Nội | 1–3  | Thông tin LVPB | 25–17 | 14–25 | 16–25 | 22–25 |       | 77–92 |       |

### Top 4
|  | Bán kết               | Bán kết  |                     |   | Chung kết | Chung kết |
|  |                       |          |                     |   |           |           |
|  | 19 tháng 5            |          |                     |   |           |           |
|  |                       |          |                     |   |           |           |
|  | VTV Bình Điền Long An | 1        |                     |   |           |           |
|  | VTV Bình Điền Long An | 1        | 20 tháng 5          |   |           |           |
|  | Bring It Promotions   | 3        |                     |   |           |           |
|  | Bring It Promotions   | 3        | Bring It Promotions | 0 |           |           |
|  | 19 tháng 5            |          | Bring It Promotions | 0 |           |           |
|  |                       | Tứ Xuyên | 3                   |   |           |           |
|  | Tứ Xuyên              | Tứ Xuyên | 3                   | 3 |           |           |
|  | Tứ Xuyên              |          |                     | 3 |           |           |
|  | U23 Thái Lan          | 2        |                     |   |           |           |
|  | U23 Thái Lan          | 2        | Trận tranh hạng 3   |   |           |           |
|  |                       |          |                     |   |           |           |
|  | 20 tháng 5            |          |                     |   |           |           |
|  |                       |          |                     |   |           |           |
|  | VTV Bình Điền Long An | 2        |                     |   |           |           |
|  | VTV Bình Điền Long An | 2        |                     |   |           |           |
|  | U23 Thái Lan          | 3        |                     |   |           |           |

#### Bán kết
| Ngày       | Thời gian |                       | Điểm |                     | Set 1 | Set 2 | Set 3 | Set 4 | Set 5 | Tổng    | Nguồn |
| ---------- | --------- | --------------------- | ---- | ------------------- | ----- | ----- | ----- | ----- | ----- | ------- | ----- |
| 18 tháng 5 | 16:00     | VTV Bình Điền Long An | 1–3  | Bring It Promotions | 22–25 | 25–23 | 13–25 | 20–25 |       | 80–98   |       |
| 18 tháng 5 | 19:00     | Tứ Xuyên              | 3–2  | U23 Thái Lan        | 30–28 | 17–25 | 24–26 | 25–13 | 15–9  | 111–101 |       |

#### Trận tranh hạng 3
| Ngày       | Thời gian |                       | Điểm |              | Set 1 | Set 2 | Set 3 | Set 4 | Set 5 | Tổng    | Nguồn |
| ---------- | --------- | --------------------- | ---- | ------------ | ----- | ----- | ----- | ----- | ----- | ------- | ----- |
| 19 tháng 5 | 16:00     | VTV Bình Điền Long An | 2–3  | U23 Thái Lan | 25–16 | 26–24 | 23–25 | 19–25 | 10–15 | 103–105 |       |

#### Chung kết
| Ngày       | Thời gian |                     | Điểm |          | Set 1 | Set 2 | Set 3 | Set 4 | Set 5 | Tổng  | Nguồn |
| ---------- | --------- | ------------------- | ---- | -------- | ----- | ----- | ----- | ----- | ----- | ----- | ----- |
| 19 tháng 5 | 19:30     | Bring It Promotions | 0–3  | Tứ Xuyên | 23–25 | 24–26 | 18–25 |       |       | 65–76 |       |

## Xếp hạng chung cuộc
| Xếp hạng | Đội                   |
| -------- | --------------------- |
| 1        | Tứ Xuyên              |
| 2        | Bring It Promotions   |
| 3        | U23 Thái Lan          |
| 4        | VTV Bình Điền Long An |
| 5        | Thông tin LVPB        |
| 6        | HCĐG Hà Nội           |
| 7        | Ngân hàng Công Thương |
| 8        | Đại học Nam Kinh      |

| Vô địch cúp VTV9 – Bình Điền 2019 |
| --------------------------------- |
| Tứ Xuyên Lần thứ 1                |

## Giải thưởng cá nhân
| - Vận động viên toàn diện nhất giải đấu Lindsay Stalzer (Bring It Promotions) - Vận động viên chủ công xuất sắc nhất Trần Thị Thanh Thúy (VTV Bình Điền Long An) Zhang Hongling (Tứ Xuyên) - Vận động viên phụ công xuất sắc nhất Samantha Cash (Bring It Promotions) Zhang Xiaoya (Tứ Xuyên) | - Vận động viên đối chuyền xuất sắc nhất Thanacha Sooksod (U23 Thái Lan) - Vận động viên chuyền hai xuất sắc nhất Wang Chen (Tứ Xuyên) - Vận động viên libero xuất sắc nhất Nguyễn Thị Kim Liên (VTV Bình Điền Long An) - Vận động viên trẻ triển vọng Hoàng Thị Kiều Trinh (Thông tin LVPB) - Hoa khôi cúp VTV9 – Bình Điền 2019 Đặng Thị Kim Thanh (VTV Bình Điền Long An) |